# Canton (film din 2004)
Canton este un film românesc din 2004 regizat de Constantin Popescu. Rolurile principale au fost interpretate de actorii Nicodim Ungureanu, Petre Nicolae și Mihai Constantin.

## Distribuție
Distribuția filmului este alcătuită din:
- Petre Nicolae
- Nicodim Ungureanu
- Alina Marcu
- Ioan Gyuri Pascu
- Mihai Constantin — Străinul